# Jumak

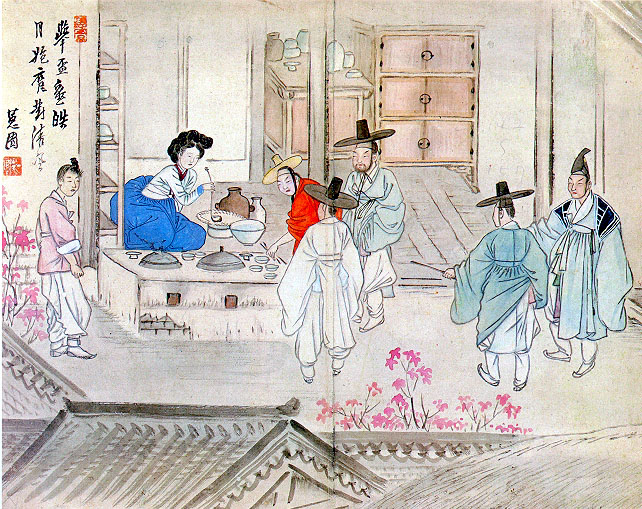
Ilustración coreana de 1805 mostrando un jumak.

Jumak es un tipo de taberna o posada coreana en la que se sirven bebidas alcohólicas y comidas junto con alojamiento. Este tipo de hospedajes son muy típicos y tradicionales en Corea, proporcionando sus servicios a los viajeros. Entre otras denominaciones se puede encontrar jusa (酒|肆), juga (酒|家) y jupo (酒|舖).  

## Historia
No se sabe el comienzo del jumak en la historia. No obstante hay documentos que mencionan a las kisaeng (concubinas femeninas) y Cheongwan (天官) atendiendo a estos locales. Cuando un general de Reino de Silla, denominado Kim Yu-sin era joven, era su costumbre asistir a un establecimiento similar al 'jumak' de acuerdo con el Samguk Yusa. Por otra parte existe la suposición de que los jumak ya existían en 1097 durante el Reinado de Sukjong.